# Wimbledon 1957
De 71e editie van het Britse grandslamtoernooi, Wimbledon 1957, werd gehouden van maandag 24 juni tot en met zaterdag 6 juli 1957. Voor de vrouwen was het de 64e editie van het graskampioenschap. Het toernooi werd gespeeld bij de All England Lawn Tennis and Croquet Club in de wijk Wimbledon van de Britse hoofdstad Londen. De titels in het enkelspel werden gewonnen door Lew Hoad en Althea Gibson.
Op de enige zondag tijdens het toernooi (Middle Sunday) werd traditioneel niet gespeeld.
Het toernooi van 1957 trok 272.125 toeschouwers.

## Belangrijkste uitslagen
Mannenenkelspel

Finale: Lew Hoad (Australië) won van Ashley Cooper (Australië) met 6-2, 6-1, 6-2 
Vrouwenenkelspel

Finale: Althea Gibson (VS) won van Darlene Hard (VS) met 6-3, 6-2 
Mannendubbelspel

Finale: Gardnar Mulloy (VS) en Budge Patty (VS) wonnen van Neale Fraser (Australië) en Lew Hoad (Australië) met 8-10, 6-4, 6-4, 6-4 
Vrouwendubbelspel

Finale: Althea Gibson (VS) en Darlene Hard (VS) wonnen van Mary Hawton (Australië) en Thelma Long (Australië) met 6-1, 6-2 
Gemengd dubbelspel

Finale: Darlene Hard (VS) en Mervyn Rose (Australië) wonnen van Althea Gibson (VS) en Neale Fraser (Australië) met 6-4, 7-5 
Meisjesenkelspel

Finale: Mimi Arnold (VS) won van Rosie Reyes (Mexico) met 8-6, 6-2 
Jongensenkelspel

Finale: Jimmy Tattersall (VK) won van Ivo Ribeiro (Brazilië) met 6-2, 6-1 
Dubbelspel bij de junioren werd voor het eerst in 1982 gespeeld.

## Toeschouwersaantallen
|           |        | Eerste week |         | Tweede week |
| --------- | ------ | ----------- | ------- | ----------- |
| Maandag   |        | 22.159      |         | 23.662      |
| Dinsdag   | 20.878 | 22.443      |         |             |
| Woensdag  | 30.503 | 22.343      |         |             |
| Donderdag | 27.406 | 19.077      |         |             |
| Vrijdag   | 26.435 | 17.115      |         |             |
| Zaterdag  | 24.239 | 15.865      |         |             |
| Zondag    | –      | –           |         |             |
| Totaal    |        | 272.125     | 272.125 | 272.125     |

1877 · 1878 · 1879 · 1880 · 1881 · 1882 · 1883 · 1884 · 1885 · 1886 · 1887 · 1888 · 1889 · 1890 · 1891 · 1892 · 1893 · 1894 · 1895 · 1896 · 1897 · 1898 · 1899 · 1900 · 1901 · 1902 · 1903 · 1904 · 1905 · 1906 · 1907 · 1908 · 1909 · 1910 · 1911 · 1912 · 1913 · 1914 · 1915–1918 · 1919 · 1920 · 1921 · 1922 · 1923 · 1924 · 1925 · 1926 · 1927 · 1928 · 1929 · 1930 · 1931 · 1932 · 1933 · 1934 · 1935 · 1936 · 1937 · 1938 · 1939 · 1940–1945 · 1946 · 1947 · 1948 · 1949 · 1950 · 1951 · 1952 · 1953 · 1954 · 1955 · 1956 · 1957 · 1958 · 1959 · 1960 · 1961 · 1962 · 1963 · 1964 · 1965 · 1966 · 1967
↓ open tijdperk ↓
1968 (m-v-md-vd-gd) · 1969 (m-v-md-vd-gd) · 1970 (m-v-md-vd-gd) · 1971 (m-v-md-vd-gd) · 1972 (m-v-md-vd-gd) · 1973 (m-v-md-vd-gd) · 1974 (m-v-md-vd-gd) · 1975 (m-v-md-vd-gd) · 1976 (m-v-md-vd-gd) · 1977 (m-v-md-vd-gd) · 1978 (m-v-md-vd-gd) · 1979 (m-v-md-vd-gd) · 1980 (m-v-md-vd-gd) · 1981 (m-v-md-vd-gd) · 1982 (m-v-md-vd-gd) · 1983 (m-v-md-vd-gd) · 1984 (m-v-md-vd-gd) · 1985 (m-v-md-vd-gd) · 1986 (m-v-md-vd-gd) · 1987 (m-v-md-vd-gd) · 1988 (m-v-md-vd-gd) · 1989 (m-v-md-vd-gd) · 1990 (m-v-md-vd-gd) · 1991 (m-v-md-vd-gd) · 1992 (m-v-md-vd-gd) · 1993 (m-v-md-vd-gd) · 1994 (m-v-md-vd-gd) · 1995 (m-v-md-vd-gd) · 1996 (m-v-md-vd-gd) · 1997 (m-v-md-vd-gd) · 1998 (m-v-md-vd-gd) · 1999 (m-v-md-vd-gd) · 2000 (m-v-md-vd-gd) · 2001 (m-v-md-vd-gd) · 2002 (m-v-md-vd-gd) · 2003 (m-v-md-vd-gd) · 2004 (m-v-md-vd-gd) · 2005 (m-v-md-vd-gd) · 2006 (m-v-md-vd-gd) · 2007 (m-v-md-vd-gd) · 2008 (m-v-md-vd-gd) · 2009 (m-v-md-vd-gd) · 2010 (m-v-md-vd-gd) · 2011 (m-v-md-vd-gd) · 2012 (m-v-md-vd-gd) · 2013 (m-v-md-vd-gd) · 2014 (m-v-md-vd-gd) · 2015 (m-v-md-vd-gd) · 2016 (m-v-md-vd-gd) · 2017 (m-v-md-vd-gd) · 2018 (m-v-md-vd-gd) · 2019 (m-v-md-vd-gd) · 2020 · 2021 (m-v-md-vd-gd) · 2022 (m-v-md-vd-gd) · 2023 (m-v-md-vd-gd) · 2024 (m-v-md-vd-gd)
Lijst van Wimbledonwinnaars · Toernooien per editie